# China Rehabilitation Research Center

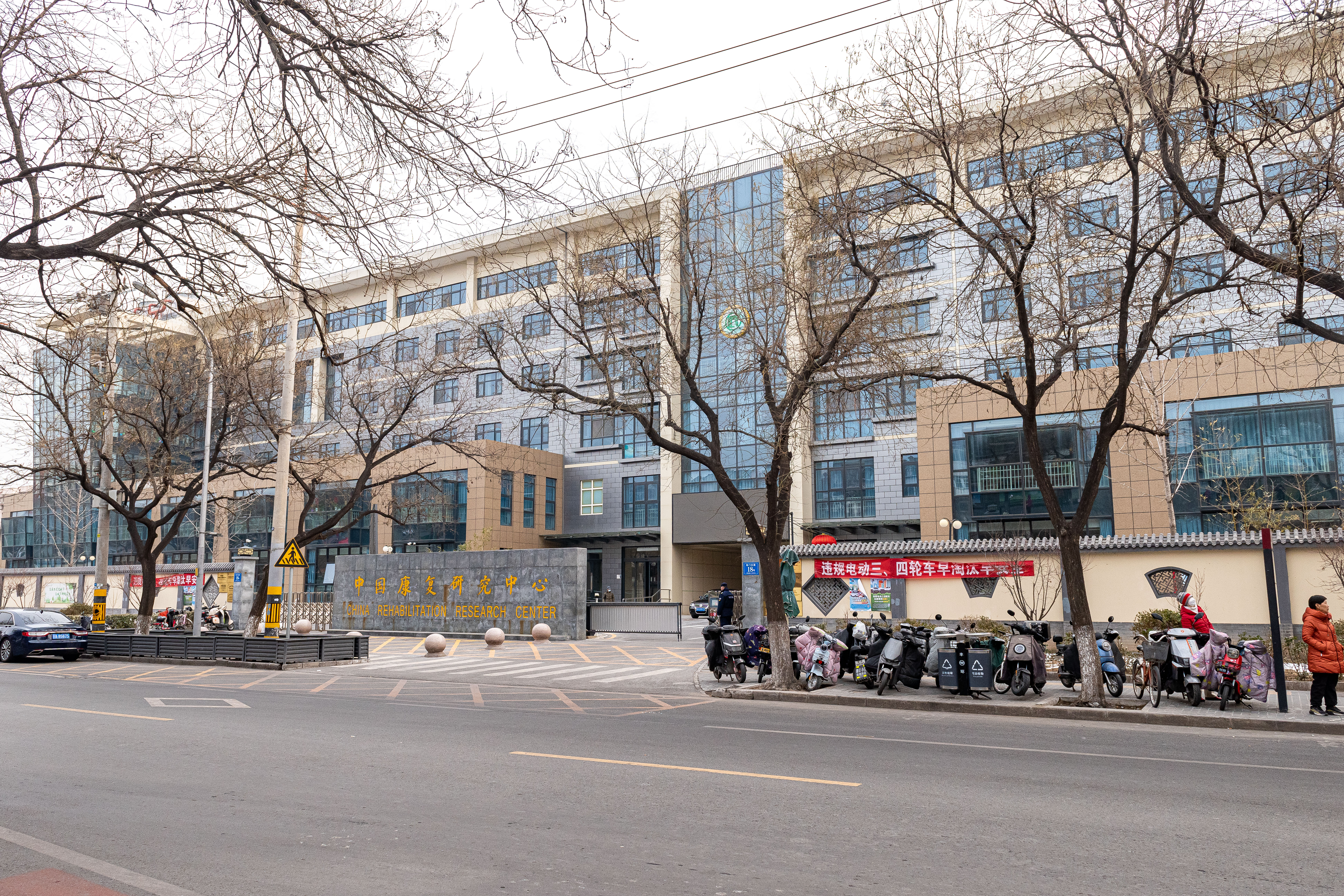
China Rehabilitation Research Center

Das China Rehabilitation Research Center ist eine staatliche Rehabilitationsklinik in Peking und gleichzeitig Zentrum von Ausbildung und Forschung auf dem Gebiet der Rehabilitation in der Volksrepublik China.

## Geschichte
Die Gründung des CRRC geht wesentlich auf die Initiative von Deng Pufang (dem Sohn von Deng Xiaoping) zurück. Dieser litt selbst an einem Querschnittsyndrom. Ihm gelang es in den 80er Jahren, das bis dahin in China praktisch unbekannte Konzept der Rehabilitation mit Unterstützung von anderen öffentlichen Personen und einer Gruppe von Ärzten auf die Agenda der Regierung zu bringen.
1986 begannen die Bauarbeiten, die Eröffnungsfeier fand am 28. Oktober 1988 statt. Damit war das CRRC die erste Rehabilitationsklinik in der VR China. Die Einrichtung erfuhr auch internationale Unterstützung, insbesondere aus Japan, Kanada und Deutschland. Internationale Kontakte werden weiter gepflegt, unter anderem in Form einer Partnerschaft mit dem Unfallkrankenhaus Berlin.
Die Klinik wurde ursprünglich für 600 Patienten gebaut, aktuell werden aber ca. 900 Patienten behandelt. Derzeit entsteht zur Erweiterung ein Neubau mit moderner Ausstattung sowohl für Diagnostik als auch Therapie vom OP-Saal über Stroke Unit bis zur Physikalischen Therapie.

## Funktion
In erster Linie dient die Klinik der Rehabilitation von Menschen mit körperlichen Behinderungen. Dazu gibt es Abteilungen für die Behandlung von Patienten mit Querschnittsyndromen, Schlaganfällen sowie Fehlbildungen und Verletzungen des Bewegungsapparates. Ein besonderer Aspekt ist dabei die Integration von "westlicher" und traditionell chinesischer Medizin. Dazu gehört auch die Versorgung mit Prothesen und Rollstühlen, natürlich gibt es eine Apotheke für traditionelle Arzneimittel. Angeschlossen ist aber auch eine Rettungsstelle zur Versorgung akut kranker Patienten.
Im CRRC wurden mehrere bekannte Patienten behandelt, unter anderem das "Basketball-Mädchen" Qian Hongyan.
Weiterhin ist das Haus zentrale Ausbildungsstätte für das mittlerweile entstandene Netz von über 200 Rehabilitationskliniken in der VR China. Dabei findet Ausbildung für Pflegepersonal, Physiotherapeuten, Ergotherapeuten und Ärzte gleichermaßen statt. Gleichzeitig werden verschiedene Lehrbücher und Informationsmaterialien zu den Themen Rehabilitation und Behinderung herausgegeben.
Schließlich berät das CRRC sowohl die China Disabled Persons Federation als auch die Regierung in Fragen der medizinischen Rehabilitation.

## Referenzen
- Website des CRRC
- Kooperation mit ukb
- Qian Hongyan

Koordinaten: 39° 50′ 53,8″ N, 116° 22′ 20,7″ O